# École normale israélite orientale (Paris)
L'École normale israélite orientale (ENIO) est fondée en 1865 à Paris, et continue ses activités jusqu'à nos jours.

## Histoire de l'École normale israélite orientale
L'École normale israélite orientale (ENIO) est fondée en 1865 rue Michel-Ange, dans le 16e arrondissement de Paris, par le groupe fondateur de l'Alliance israélite universelle, Aristide Astruc, Isidore Cahen, Jules Carvallo, Narcisse Leven, Eugène Manuel, Charles Netter.

## Directeurs
- Emmanuel Levinas, pendant 35 ans. Il a un appartement de fonction à l'École.

## Professeur
- Abraham Danon

## Élèves
- Ariel Wizman
- Jacques Essebag dit Arthur
- Richard Orlinski
- Nathan Devers